# Syritta bulbus
Syritta bulbus är en tvåvingeart som beskrevs av Walker 1849. Syritta bulbus ingår i släktet kompostblomflugor, och familjen blomflugor. Inga underarter finns listade i Catalogue of Life.